# Nacho Monsalve
Ignacio Monsalve Vicente (ur. 27 kwietnia 1994 w Madrycie) – hiszpański piłkarz występujący na pozycji obrońcy. Wychowanek Atlético Madryt, w trakcie swojej kariery grał także w takich zespołach jak Deportivo La Coruña, Rayo Vallecano, Recreativo Huelva, FC Twente, NAC Breda oraz Lewski Sofia.